# International and European Public Services Organisation
Die International and European Public Services Organisation (IPSO) ist eine Gewerkschaft für Angestellte der nach dem Völkerrecht Internationalen Organisationen oder der EU-Organe, die einen Sitz in Deutschland haben.

## Organisation
Die deutsche Bezeichnung dieser Gewerkschaft lautet „Organisation der Beschäftigten bei europäischen und internationalen öffentlichen Einrichtungen in der Bundesrepublik Deutschland“. Der Sitz dieser Organisation ist in Frankfurt am Main.
Wegen der Immunitäten und sonstigen Privilegien, die internationale oder europäische Organisationen in Deutschland genießen, unterliegen die Arbeitsverhältnisse der Angestellten dieser Organisationen im Regelfall nicht deutschem Recht, auch wenn der Arbeitsplatz in Deutschland liegt, sodass die Gründung einer eigenen Gewerkschaft zweckmäßiger gewesen ist als die Vertretung durch die bisherigen Gewerkschaften, z. B. durch die Vereinte Dienstleistungsgewerkschaft ver.di.
Obwohl die Mitgliedschaft in der IPSO Angestellten aller internationalen oder europäischen Organisationen in Deutschland offensteht, hat sie eine besondere Bedeutung für die Angestellten der Europäischen Zentralbank (EZB), weil die IPSO etwa 35 % der dortigen Belegschaft vertritt.

## Arbeitskampf
An dem 3. Juni 2009 hat die IPSO den ersten Streik in der Geschichte der Europäischen Zentralbank organisiert. Nach Angaben der IPSO haben etwa 400 der etwa 1.150 ständigen Angestellten der EZB an einem 90-minütigen Warnstreik teilgenommen. Dabei sei es zu keiner wesentlichen Beeinträchtigung der EZB gekommen.